# Свадьба (фильм, 1973)
«Свадьба» — военная драма югославского режиссёра Радомира Шарановича, снятая по роману бывшего участника Движения Сопротивления Греции и Национально-освободительного движения Югославии, черногорского прозаика Михайло Лалича о борьбе югославского народа с немецко-фашистскими оккупантами. 
Совместное производство Киевской киностудии имени Александра Довженко и «Фильмски Студио Титоград», по определению известного киноведа Мирона Черненко, периода «золотого века» югославского кино. 
В главных ролях — легенда югославского кино Драгомир «Гидра» Боянич, звёзды советского кинематографа Вацлав Дворжецкий и Валентин Никулин. 
Мировая премьера фильма состоялась 6 декабря 1973 года.

## Сюжет
1943 год, городская тюрьма маленького черногорского городка. Здесь сталкиваются люди разных и сложных характеров: комиссар партизанского отряда Вукович, коммунист Лукач, отомстивший четникам за брата Тадия Чемеркич, сдавшийся в плен и тем самым спасший своих детей Драгушич. Героев объединяет общая цель — побег и продолжение борьбы с оккупантами.

## В ролях
- Драгомир Боянич — Тадия Чемеркич[4]
- Михайло Янкетич — Душко Томерич
- Велько Мандич — Павле Джуришич
- Владимир (Владо) Попович — Миса Вукович
- Мило Миранович
- Чедо Вуканович
- Душан Булатович-Джамбас
- Йован Никчевич
- Драган Радулович

- Вацлав Дворжецкий — Релич
- Валентин Никулин — Момо
- Василий Симчич - Кашелич
- Владимир Татосов
- Михаил Голубович
- Александр Быструшкин - Кашевич
- Леонид Бакштаев ― немецкий майор
- Иван Мокеев
- Светлана Кнежевич — невеста Душко
- Евгений Галушко
- Вячеслав Прокопенко
- Зураб Капианидзе — Маркович
- Абессалом Лория
- Михаил Вашадзе
- Иосиф Гогичиашвили
- Александре (Сесика) Купрашвили
- Вахтанг Михелидзе
- Давид Уплисашвили
- Иосиф (Сосо) Гогичайшвили
- Давид Чхиквадзе
- Александр Эдзгверадзе

## Создатели картины
- Режиссёр: Радомир Шаранович[5]
- Сценарий: Милорад Бошкович, Михайло Лалич, Радомир Шаранович
- Оператор: Вадим Ильенко
- Композитор: Цветко Иванович
- Художник: Анатолий Мамонтов
- Продюсеры: Симо Цветкович (Югославия), Алексей Ярмольский

## Прокат
По состоянию на 2019 год его посмотрели более 40 миллионов человек.

## Оценки
Самый известный и успешный фильм в карьере режиссёра по оценкам сербского издания «Блиц».

## Критика
Как отмечал киновед Мирон Черненко: «…такие картины как „Свадьба“ выстраивали на экране конца шестидесятых-начала семидесятых, быть может самое объективное и реалистичное изображение народно-освободительной борьбы и социалистической революции во всем разнообразии и многообразии их проявлений в стране такого множества культур, цивилизаций, языков и религий» (Кино Югославии. Глава 2. Время зрелости).